# ヴィクトリア・ユングフラウ

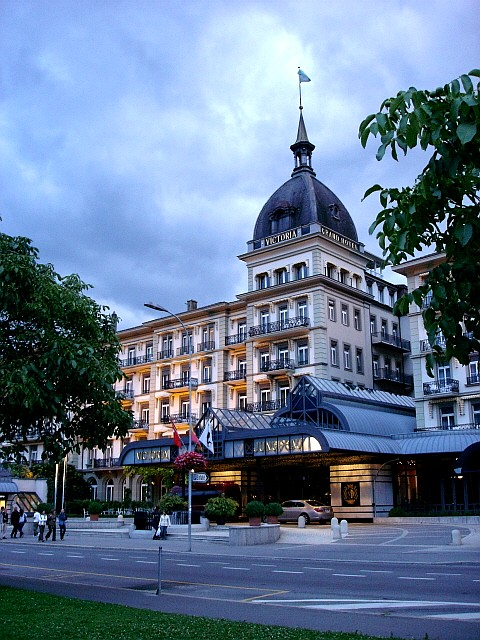

ヴィクトリア・ユングフラウ (Victoria-Jungfrau Grand Hotel & Spa) は、スイス、ベルナー・オーバーラント地方の山岳リゾート地、インターラーケンにある最高級（5星）ホテルである。正式名称はヴィクトリア・ユングフラウ　グランドホテル＆スパ。
鉄道の駅があるインターラーケン・ヴェストとインターラーケン・オストを結ぶインターラーケンのメインストリート、ヘーエヴェーグ Höheweg に面し、ホテル正面には広大な空き地ヘーエマッテHöhematteが広がる。
創業は1856年で、当初はゲストハウス「ペンション・ヴィクトリア」としてスタート。その後、ダヴィネ＆シュトゥーダーの設計により、ホテル・ヴィクトリアが建設された。隣接する位置にホテル・ユングフラウが立てられたのは1885年で、1889年に二つのホテルを一体化し、ネオ・ルネッサンス様式で改築された。
ホテルの客室数は224。館内のレストラン La Terrasse　は、ゴー・ミヨで15ポイントを獲得。広さ5,500㎡のヴィクトリア・ユングフラウ・スパには、プール、サウナ、スチームルーム、フィットネス設備などが揃っている。